# Întoarcerea marelui blond

Afişul original al filmului

Întoarcerea marelui blond (titlul original în franceză Le retour du grand blond) este un film francez de comedie din anul 1974, regizat de Yves Robert, după un scenariu de Francis Veber, iar rolurile principale fiind interpretate de Pierre Richard, Jean Rochefort și Jean Carmet. Este continuarea filmului Marele blond cu un pantof negru (1972).

## Rezumat
La trei luni de la încheierea acțiunii din Marele blond cu un pantof negru, Marele Blond este forțat încă o dată să se dea drept agent secret. Toulouse are un nou șef; fostul ministru al agriculturii a devenit ministru de interne. Colonelul înscenează astfel asasinarea lui Perrin la Rio, iar acestuia i se organizează funeralii naționale la Paris. Asasinarea lui Perrin (la Rio) și înmormântarea sa (în Franța) sunt regizate ambele într-o manieră comică.
Căpitanul Cambrai, care anchetează moartea stranie a colonelului Milan, interceptează o scrisoare a lui François Perrin, care-și continua relația de dragoste cu Christine la Rio de Janeiro, în care el îi mărturisește prietenului său, Maurice, de înșelăciunea colonelului Toulouse. Acesta din urmă, fiind pus în dificultate, trebuie să dovedească acum că Marele Blond este un adevărat super-agent secret și nu o persoană aleasă la întâmplare. Astfel, colonelul Toulouse îl contactează pe François Perrin, cerându-i să se dea agent secret, în caz contrar Christine urmând să fie ucisă.
Căpitanul Cambrai, susținut de ministrul de interne, îl provoacă pe Toulouse să-i dea lui Perrin o misiune periculoasă pentru ca acesta să dovedească faptul că este într-adevăr agent secret. Perrin este forțat să accepte această misiune.
Christine apare din nou în hainele ei strălucitoare. La un concert simfonic, de această dată într-o rochie albă fără spate, ea încearcă să-l împuște pe François (cu gloanțe oarbe). La final, după ce a fost dovedită înșelăciunea din filmul anterior, Toulouse și Perrache fug din țară.

## Distribuție
- Pierre Richard – François Perrin
- Jean Carmet – Maurice Lefebvre
- Jean Rochefort – colonelul Louis Marie Alphonse Toulouse
- Mireille Darc – Christine
- Jean Bouise – ministrul
- Paul Le Person – Perrache
- Colette Castel – Paulette Lefebvre
- Henri Guybet – Charmant, asasin
- Hervé Sand – Prince, asasin
- Michel Duchaussoy – căpitanul Cambrai
- Yves Robert – șeful orchestrei

## Vezi și
- Listă de filme străine până în 1989